# István Szurdi
István Szurdi (* 17. November 1911 in Nagyszöllős, Kreis Mureș, Siebenbürgen, Rumänien; † 4. Juni 1987 in Budapest) war ein ungarischer Politiker der Partei der Ungarischen Werktätigen MDP (Magyar Dolgozók Pártja) sowie schließlich der Ungarischen Sozialistischen Arbeiterpartei MSZMP (Magyar Szocialista Munkáspárt), der unter anderem zwischen 1963 und 1966 Sekretär des ZK der MSZMP sowie von 1966 bis 1976 Minister für Binnenhandel war.

## Leben

### Bürokaufmann, Textiltechniker und MSZDP-Funktionär im Zweiten Weltkrieg
Szurdi stammte aus einer Arbeiterfamilie und war der Sohn eines Schneiders in Nagyszöllős, der bei Ausbruch des Ersten Weltkrieges 1914 mit seiner Familie nach Budapest verzog, um dort in einer Fabrik für Militäruniformen und nach Ende des Krieges 1918 als Flickschneider zu arbeiten. Er selbst begann nach dem Besuch der Höheren Handelsschule 1928 eine Berufsausbildung zum Bürokaufmann in einem Kurzwarenhandel und wurde 1930 Assistent der Geschäftsführung bei einem Großhandel für Stoffe und Tuche. Er engagierte sich seit 1928 in der Arbeiterbewegung und trat 1936 der Sozialdemokratischen Partei MSZDP (Magyarországi Szociáldemokrata Párt) im 6. Budapester Bezirk Terézváros bei.
Später wurde Szurdi Geschäftsführer der zu diesem Handel gehörenden Weberei im 8. Budapester Bezirk Józsefváros wurde. Daneben absolvierte er in Abendkursen eine Zusatzausbildung zum Textiltechniker und arbeitete nach dem Konkurs der Firma in verschiedenen Fabriken sowie zuletzt zwischen 1939 und 1944 überwiegend als Zwangsarbeiter. Während des Zweiten Weltkrieges verließ er Budapest am 19. März 1944, um sich in Gyöngyös niederzulassen, wo er die MSZDP neu organisierte. Kurz darauf wurde er Leiter des MSZDP-Sekretariats im Komitat Heves.

### Nachkriegszeit, Abgeordneter und Ministerialbeamter
Nach Kriegsende kehrte Szurdi nach Budapest zurück und wurde dort Erster Stellvertretender Leiter des Landessekretariats der MSZDP sowie im März 1946 Leiter des Landessekretariats.
Am 24. Juni 1945 wurde er zum Mitglied der Provisorischen Nationalversammlung (Ideiglenes Nemzetgyűlés) sowie am 4. November 1945 zum Abgeordneten des Parlaments (Országgyűlés) gewählt. Dort vertrat er nach seinen Wiederwahlen am 31. August 1947 und 15. Mai 1949 die Sozialdemokratische Partei auf der gemeinsamen Liste der Ungarischen Volksfront (Magyar Nemzeti Függetlenségi Front) im Komitat Heves, Komitat Hont und Komitat Nógrád. In der Zwischenzeit wurde er im März 1948 Mitglied des Vorstandes der MSZDP und trat nach deren Vereinigung mit der Kommunistischen Partei KMP (Kommunisták Magyarországi Pártja) der daraus hervorgegangenen Partei der Ungarischen Werktätigen MDP (Magyar Dolgozók Pártja) bei. Nach der Vereinigung der Parteien wurde er am 12. Juni 1948 stellvertretender Leiter der ZK-Abteilung für Organisation sowie kurz darauf Sekretär der MDP-Leitung im Komitat Heves.
1950 wechselte Szurdi in das Ministerium für Leichtindustrie und war dort zunächst Abteilungsleiter sowie später stellvertretender Hauptabteilungsleiter. Daneben begann er 1954 ein Studium an der Palatin-Josef-Universität für Technik und Wirtschaftswissenschaften (József Nádor Műszaki és Gazdaságtudományi Egyetemen), das er nach dem Volksaufstand und der Umbenennung der Universität in Technischen Universität Budapest BME (Budapesti Műszaki Egyetem) 1957 abschloss. 
Nach Abschluss des Studiums fungierte er von 1957 bis zum 5. Dezember 1963 als Leiter der ZK-Abteilung für Verkehr und Industrie und wurde zugleich am 26. Februar 1957 zum Mitglied des Zentralkomitees (ZK) der aus der MDP hervorgegangenen Ungarischen Sozialistischen Arbeiterpartei MSZMP (Magyar Szocialista Munkáspárt) gewählt, dem er bis zum XII. Parteikongress am 27. März 1980 angehörte.
Weiterhin wurde er am 16. November 1958 wieder zum Abgeordneten des Parlaments gewählt und vertrat dort anfangs auf der Liste der Patriotischen Volksfront (Hazafias Népfront) den 1. Wahlkreis des Komitat Heves, anschließend zwischen dem 19. März 1967 und dem 11. April 1975 den 10. Wahlkreis des Komitat Heves.

### ZK-Sekretär und Minister für Binnenhandel
Am 5. Dezember 1963 wurde Szurdi Sekretär des ZK der MSZMP und übte diese Funktion bis zum IX. Parteikongress am 5. Dezember 1966 aus. Zugleich war er bis 1970 Mitglied des Wirtschaftspolitischen Ausschusses sowie zwischen 1964 und 1966 erstmals Vorsitzender des Nationalen Rates für Tourismus (Országos Idegenforgalmi Tanács)
Nach einer Umbildung der Regierung von Ministerpräsident Gyula Kállai übernahm er am 7. Dezember 1966 von János Tausz das Amt des Ministers für Binnenhandel (Belkereskedelmi  Miniszter) und bekleidete dieses fast zehn Jahre lang auch im Kabinett von Jenő Fock sowie in der Regierung von Ministerpräsident György Lázár bis zu seiner Ablösung durch Vilmos Sághy am 29. Oktober 1976.
Anfang September 1969 eröffnete er die Zweite Budapester Herbstmesse, auf der in sechzig Pavillons 500 Betriebe, Landwirtschaftliche Produktionsgenossenschaften und Gewerbegenossenschaften ausstellten.
Während seiner Amtszeit als Binnenhandelsministers kam es auch zur zunehmenden Anerkennung von Privatbetrieben. Im Juli 1974 gab er die Zahl der privaten Handwerker in Ungarn mit 90.000 an. 25.000 davon verkauften selbst ihre Erzeugnisse. Er unterstrich, dass die privaten Handwerker zu einer größeren Auswahl des Güterangebots beitrugen. Zeitweise würden sie auch helfen, Engpässe zu überbrücken. Vom Standpunkt der Versorgung seien sie also durchaus erwünscht. Die Zahl der privaten Händler gab Szurdi mit 10.800 an.
Nach seinem Ausscheiden aus der Regierung war Szurdi zwischen 1976 und 1978 erneut Vorsitzender des Nationalen Rates für Tourismus. In dieser Funktion gab er an, dass sich die Zahl der Auslandsreisen ungarischer Staatsangehöriger im Jahre 1977 auf 4,7 Millionen und die Zahl der Inlandtouristen auf etwa 17 Millionen belief. Der Mangel an Plätzen in Hotels und Erholungsheimen im Lande war allerdings groß, so dass Unterkunftsmöglichkeiten in Privatwohnungen daher begehrt waren. In staatlich registrierten Privatwohnungen konnten etwa 90.000 Touristen untergebracht werden.
Am 8. Oktober 1978 wurde er wieder Abgeordneter des Parlaments und vertrat dort nunmehr bis zu den Wahlen am 19. April 1985 den 2. Wahlkreis von Budapest. Bei den Wahlen 1985 wurde er zwar wieder auf der Liste der Patriotischen Volksfront nominiert, verpasste aber die Wiederwahl zum Parlamentsabgeordneten. Zuletzt war er Vorsitzender des Aufsichtsrates einer Glashütte.